# 東山脈 (カムチャツカ半島)

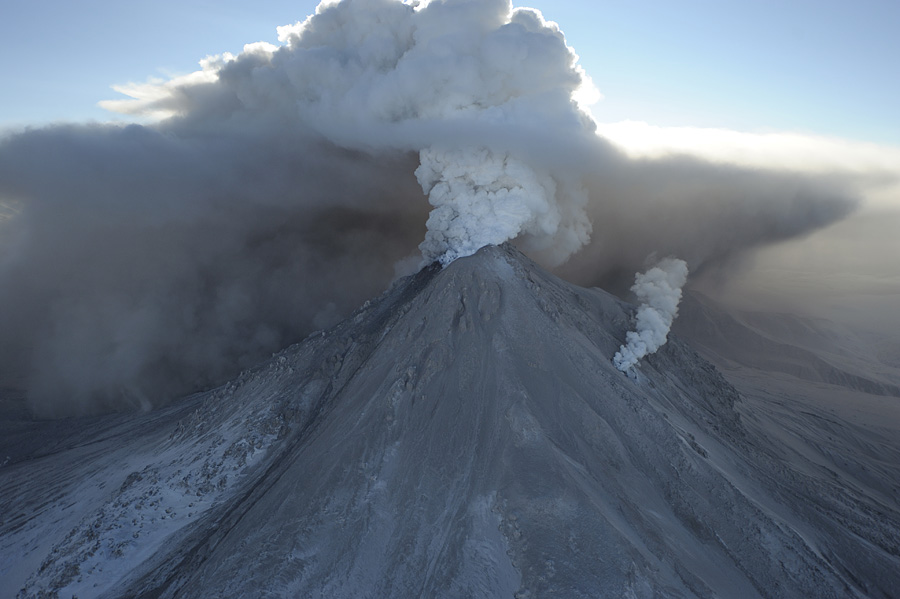
東山脈のキジメン山の噴火

東山脈（ひがしさんみゃく、ロシア語: Восточный хребет）は、ロシア連邦カムチャツカ地方のカムチャツカ半島東部に南北へ広がる山脈である。カムチャツカ川を挟んで、この山脈の西に広がる中央山脈（スレジンヌイ山脈）に対していて、最高峰で最近も噴火を繰り返すクリュチェフスカヤ山（海抜 4,750 m）など数多くの火山は東山脈にある。

## 植物相
東山脈の斜面の下部は、シラカバとモミの森、スギの低木、シャクナゲなどで覆われている。

## 参照項目
- カムチャツカ地方の地理
- カムチャツカ火山群